# Pintada (telenovela)
Pintada é uma telenovela filipina exibida em 2012 pela ABS-CBN. Foi protagonizada por Denise Laurel e Martin del Rosario com atuação antagônica de Lemuel Pelayo.

## Elenco
- Denise Laurel - Alysa "Lysa" Alvarez
- Martin del Rosario - Severino "Sev" Monzon
- Lemuel Pelayo - Noel Crisostomo
- Alma Concepcion - Carolina Monzon
- Ricardo Cepeda - Alberto "Albert" Sandejas
- Nikka Valencia - Lorena Alvarez
- Bernadette Alison - Karen Sandejas
- Lorenzo Mara - Victor Dela Cruz
- Chase Vega - Taylor Alvarez
- Trina Legaspi - Isabel "Isay" Alvarez
- Yen Santos - Samantha Diño
- Eslove Briones - Dave Dela Cruz